# Spannungsregelung

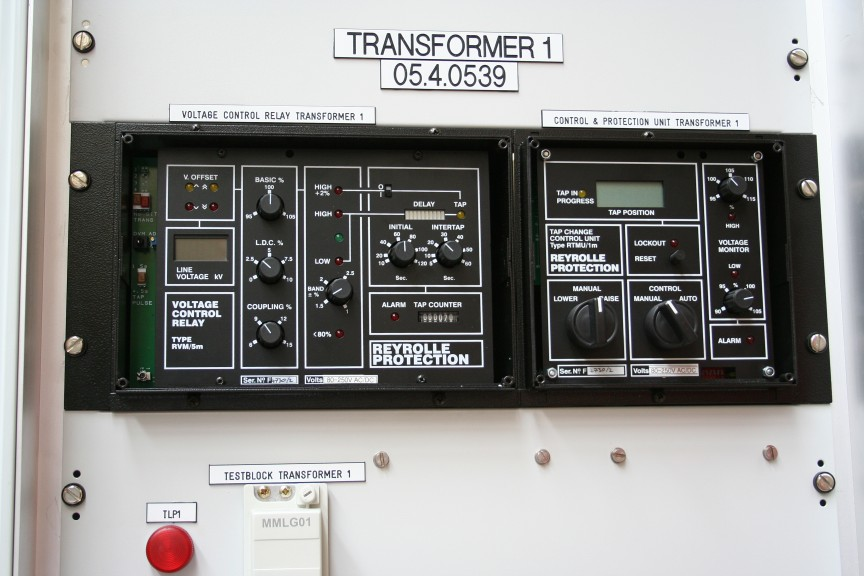
Steuereinheit eines Stufenschalters für einen Leistungstransformator

Die Spannungsregelung in der elektrischen Energietechnik dient der Anpassung der Netzspannung auf die aktuelle Lastsituation im Stromnetz. Dabei werden Stellbefehle von der Spannungsreglereinheit zu den entsprechenden Leistungstransformatoren gegeben. Der Stufenschalter für Leistungstransformatoren schaltet dann ein neues Windungsverhältnis. Aus diesem ergibt sich die resultierende neue Netzspannung.
Die Spannungsregelung der Leistungstransformatoren regelt die Spannung im einfachsten Fall für einen einzelnen Transformator. In komplexeren Fällen sind mehrere verschiedene Transformatoren von unterschiedlichen Standorten parallel geschaltet. In solchen Fällen muss die Spannungsregelung zusätzlich zur Spannung auch die Kreisblindströme stets auf einem optimalen kleinen Wert halten.